# رانده‌شده (فیلم ۲۰۰۱)
رانده‌شده یا راننده (به انگلیسی: Driven) یک فیلم اکشن و ورزشی آمریکایی محصول سال ۲۰۰۱ به کارگردانی رنی هارلین با بازی سیلوستر استالونه است که نویسنده و تهیه‌کننده نیز می‌باشد. داستان فیلم بر تلاش یک راننده مسابقه جوان برای برنده شدن در مسابقات قهرمانی مسابقات اتومبیل‌رانی است. قبل از تولید، استالونه در بسیاری از مسابقات فرمول یک دیده شد، اما به دلیل محرمانه بودن تیم‌ها از اتومبیل‌های خود، نتوانست اطلاعات کافی در مورد این دسته کسب کند. در این فیلم بازیگرانی همچون سیلوستر استالونه، برت رینولدز، کیپ پاردیو، تیل شوایگر، جینا گرشان، استلا وارن، کریستیان د لا فوئنته، استیسی ادواردز، رابرت شان لئونارد، ژاک ویلنوو، آدریان فرناندز و خوان پابلو مونتویا ایفای نقش کرده‌اند.
این فیلم عموماً نقدهای منفی از منتقدان دریافت کرد و یک شکست تجاری در گیشه بود.

## تولید
این فیلم عمدتاً در تورنتو، کانادا، از ۶ ژوئیه ۲۰۰۰ تا ۱۲ اکتبر ۲۰۰۰، و همچنین در انواع مسابقات جهانی که توسط CART تأیید شده بودند، فیلمبرداری شد.

## بازخوردها
- این فیلم یک شکست تجاری بود و تنها ۳۲ میلیون دلار در مقابل بودجه ۷۲ میلیون دلاری به دست آورد.[۶] این عملکرد ضعیف به بهبودی نسبتاً موفق (با فیلم ۱۹۹۹ دریای آبی عمیق و فیلم ۱۹۹۶ بوسه طولانی شب‌بخیر) از شکست انتقادی و مالی کارگردان هارلین جزیره کاتتروت پایان داد. با این حال، این اولین فیلم افتتاحیه شماره ۱ استالونه پس از سرزمین پلیس (۱۹۹۷) بود.[۷]
- در راتن تومیتوز، این فیلم بر اساس ۱۱۱ نقد، با میانگین امتیاز ۳٫۶ از ۱۰ و امتیاز ۱۴ درصدی دارد.[۸]
- در متاکریتیک، امتیاز ۲۹ از ۱۰۰ بر اساس ۲۶ منتقد، نشان‌دهنده «بررسی‌های عموماً نامطلوب» است.[۹]
- تماشاگران در نظرسنجی سینماسکور به فیلم نمره متوسط "B-" در مقیاس A+ تا F دادند.[۱۰]